# Cecilio Estacio
Cecilio Estacio (c. 219 a. C. -168 a. C.) fue un poeta cómico latino originario de Mediolanum.

## Vida y obra
Contemporáneo e íntimo amigo de Ennio, en cuya casa vivía, nació en el territorio de los galos insubrios. Probablemente fue llevado prisionero a Roma (c. 200 a. C.) durante las campañas contra las tribus galas en la Galia Cisalpina, capturado después de la batalla de Clastidium (222 y 219). Jerónimo de Estridón, seguramente con datos extraídos de Suetonio, escribe así:

Se sabe que Caecilius Statius, celebrado autor de comedias, era galo, insubrio de nacimiento y amigo de Ennio. Algunos piensan que era natural de Mediolanum / Milán. Murió el año siguiente al de la muerte de Ennio, y fue enterrado cerca del Janículo / Statius Caecilius comoediarum scriptor clarus habetur natione Insuber Gallus et Enni primum contubernalis. Quidam Mediolanensem ferunt. Mortus est anno post mortem Enni et iuxta Ianiculum sepultus.

El erudito Aulo Gelio en sus Noches áticas añade que fue conducido a Roma como esclavo:

Caecilius era un esclavo y tomó el cognomen de Statius / [Caecilius] seruus fuit et propterea nomen habuit Statius.

Debió tomar el nombre de Cecilio por su dueño, probablemente uno de los Metelos. Adaptó obras griegas para los escenarios griegos de autores de la comedia nueva, especialmente Menandro. Si la sentencia en la vida de Terencio escrita por Suetonio es correcta, el juicio de Estacio se tenía en tanta estima que se le ordenó asistir a la representación del Andria de Terencio (exhibido en el 166 a. C.) y pronunciar una opinión sobre este.
Tras varios fallos Estacio alcanzó una elevada reputación. Volcacio Sedígito, el crítico dramático, lo sitúa el primero entre los poetas cómicos; Varrón le acredita con pathos y habilidad en la construcción de sus tramas; Horacio  contrasta su dignidad con el arte de Terencio; Quintiliano  habla algo despectivamente de él; y Cicerón, aunque admite con algo de indecisión que Estacio puede haber sido el jefe de los poetas cómicos, lo considera inferior a Terencio en estilo y latinidad, como era natural considerando su origen foráneo.
El hecho de que sus obras pudieran ser nombradas solo por su título sin indicación alguna del autor  es prueba suficiente de su amplísima popularidad. Cecilio Estacio merece un lugar entre Plauto y Terencio por su tratamiento de los originales griegos: no confundía, como Plauto, cosas griegas con romanas ni, como Terencio, eliminaba todo lo que no podía ser romanizado.
Los fragmentos de sus obras están principalmente conservados en Aulo Gelio, quien cita varios pasajes de Ploczum (Collar) junto con el original griego de Menandro. La traducción, que es difusa y en modo alguno fiel, no logra reproducir el espíritu del original. En su Laelius o De amicitia (Sobre la amistad) Cicerón alude a la comedia de Estacio Epicleros (La heredera) y cita dos líneas: «Hoy habrán estado ante mí y habrán engañado muy gloriosamente a todos esos necios viejos cómicos». Éste es uno de los pocos fragmentos que conocemos de esta comedia de Estacio.
Las comedias de Estacio tienen personajes más bien seniles y, a diferencia de Plauto, no logra el éxito a base de chistes y donaires, sino que, con abundantes frases sentenciosas y preceptos morales, prefiere conquistar un público culto y de buen gusto con la pintura delicada de caracteres, con airosas intrigas y esmerándose en los detalles. Se conocen doscientos ochenta versos pertenecientes a unas cuarenta y dos comedias de las llamadas paliatas, todas ellas fragmentarias, de argumento y ambiente griegos y deudoras de Menandro.

## Recuperación arqueológico-científica
El conocimiento de la obra de este autor podría tener un drástico cambio, pues, entre el material recuperado de las ruinas de Herculano, ha podido constatarse gracias a recientes técnicas de luz infrarroja entre setecientos a novecientos nanómetros y el análisis de imagen multiespectral la existencia de la comedia de Cecilio Estacio Faenerator (El usurero), sobre un muchacho que solicita un préstamo a un alto interés para recuperar a su novia del poder de un proxeneta.